# Salamanca Place

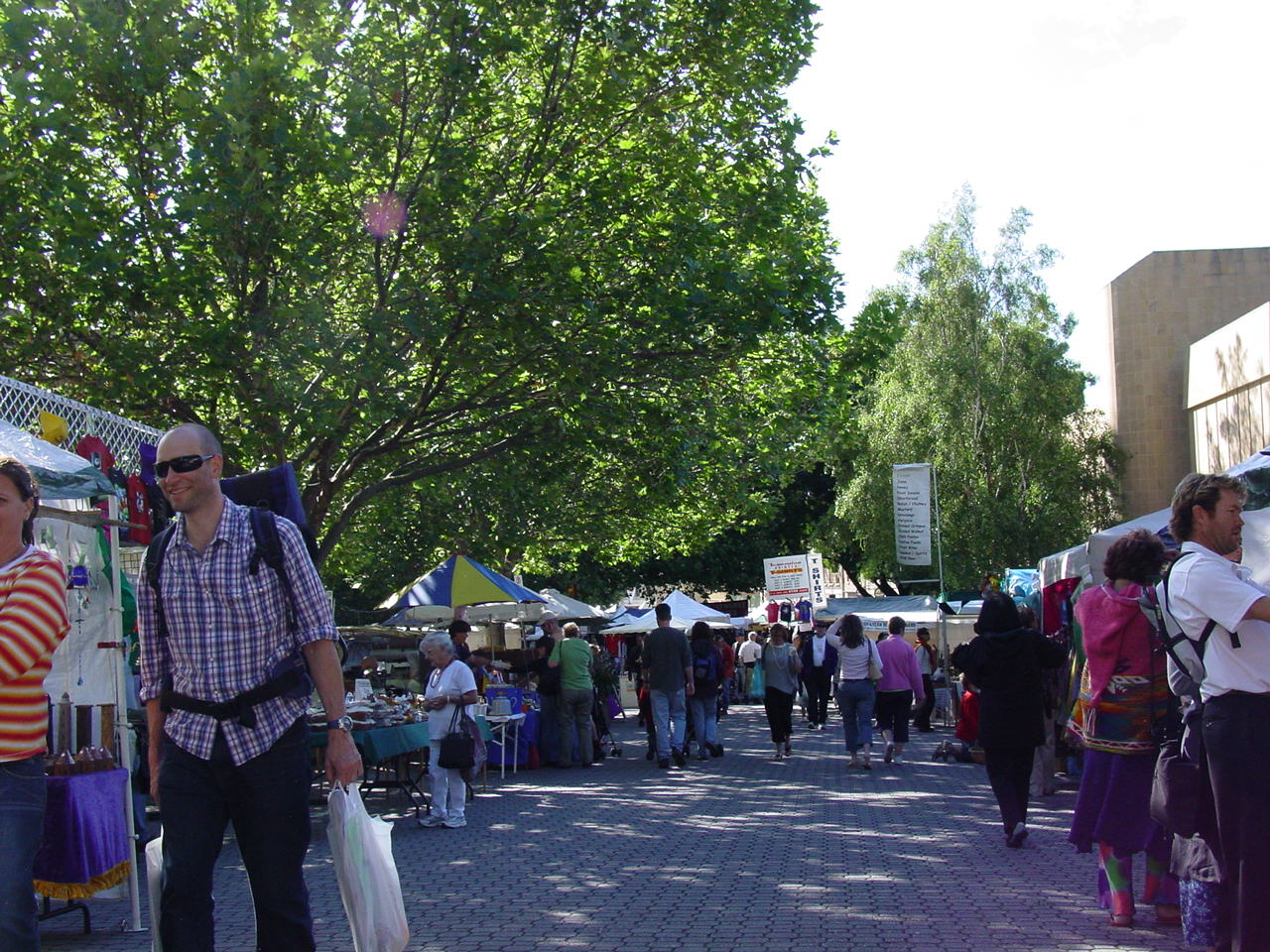
Salamanca Place.

Salamanca Place, conjunto de majestuosos almacenes situado en la ciudad de Hobart en la isla australiana de Tasmania. Su importancia se debe a que sirven de punto de reunión de los mercados al aire libre más importantes de Australia. Recibe su nombre por la participación del duque de Wellington en la batalla de Salamanca (1812), dirigiendo las tropas anglo-españolas contra las francesas en la guerra de la Independencia.
Durante el 31 de diciembre y la primera semana de enero se disputa la carrera de yates Sídney-Hobart y que siguen miles de espectadores a lo largo de su orilla. También podemos destacar la celebración del Festival de Verano de Hobart, en donde se da a conocer la gastronomía tasmana.